# Pardubický kraj
Der Pardubický kraj (deutsch Pardubitzer Region) ist eine der 14 Regionen in Tschechien. Die Region liegt in Ostböhmen, umfasst aber auch historische Anteile Mährens. Verwaltungssitz ist Pardubice (Pardubitz).

## Statistische Kennzahlen
| Statistische Kennzahlen 2005 | Statistische Kennzahlen 2005 | Statistische Kennzahlen 2005 | Statistische Kennzahlen 2005 | Statistische Kennzahlen 2005 |
| ---------------------------- | ---------------------------- | ---------------------------- | ---------------------------- | ---------------------------- |
|                              | Fläche in km²                | Einwohner1)                  | Durchschnittsalter1)         | Gemeinden                    |
| Okres Chrudim                | 1.030                        | 104.035                      | 42,3                         | 113                          |
| Okres Pardubice              | 889                          | 170.848                      | 42,3                         | 115                          |
| Okres Svitavy                | 1.335                        | 104.166                      | 42,0                         | 113                          |
| Okres Ústí nad Orlicí        | 1.265                        | 138.038                      | 41,8                         | 112                          |

1)am 1. Januar 2017
- Anteil am Bruttoinlandsprodukt (2001): 4,2 %,
- Arbeitslosenquote (2017): 3,6 %

## Lage
Die Region hat gemeinsame Grenzen mit der Mittelböhmischen Region, den Regionen Hradec Králové, Olomouc, Südmähren und Vysočina. Im Nordosten grenzt sie an Polen (Grafschaft Glatz). Die natürliche Grenze bildet ein Teil des Adlergebirges und der westlichste Teil des Altvatergebirges. Im Süden und Südosten erheben sich die Hügel der Žďárské vrchy (Saarer Berge) und Železné hory (Eisengebirge). Die Mitte des Gebietes nimmt die fruchtbare Ebene des Elbtales ein. Das Adlergebirge, Žďárské vrchy und Železné hory gehören zu den Naturschutzgebieten der Region. Höchster Punkt ist der Berg Králický Sněžník (1.424 m ü. M.), mit ursprünglicher Vegetation und Hochmooren wurde er zum Naturschutzgebiet ausgerufen. Der tiefste Punkt ist die Wasseroberfläche der Elbe bei Kojice (202 m ü. M.).

## Fläche
Mit 4 519 km² nimmt die Region 5,7 % der Gesamtfläche Tschechiens ein. 44,6 % des Bodens ist landwirtschaftlich nutzbar, 29,4 % bilden Wälder.

## Umwelt
Im Kreis sind noch viele Naturgebiete, vor allem an den dünn besiedelten Berghängen erhalten geblieben. Die höchsten Umweltschäden sind in der Umgebung der industriellen Region der Kreisstadt Pardubice zu beobachten. Die größten Umweltbelastungen entstehen durch die chemischen Werke PARAMO a.s. und die Elektrizitätswerke in Opatovice und Chvaletice. Die Region ist mit großen Wasserreservoirs sowohl mit Oberflächen- als auch mit Grundwasser gesegnet. Die Wasserverschmutzung vor allem der Elbe und der Zwitta bildet eher eine Ausnahme. Zu den größten Wasserflächen gehören der Stausee Sečská přehrada bei Chrudim, die Teiche Bohdanečský rybník am Opatovický-Kanal und Pastvina an der Wilden Adler. Ein Teil der Region ist Wasserschutzgebiet. Das Hauptreservoir des Grundwassers befindet sich allem in der böhmischen Kreidepfanne in den Okres Ústí nad Orlicí und Zwittau sowie in den Sedimenten der Elbe bei Pardubice.

## Demographie
Den Kreis bilden vier Bezirke mit 452 Gemeinden und 517.087 Einwohnern (2017, 4,9 % der Bevölkerung Tschechiens). In Gemeinden mit weniger als 500 Einwohnern leben 14 % der Gesamtbevölkerung des Kreises, zwei Drittel mehr als im restlichen Teil der Republik. In Städten mit mehr als 10.000 Einwohnern leben 42 % der Bevölkerung, in der Kreisstadt Pardubice 18 %. In den letzten Jahren ist eine leichte Bevölkerungsabnahme zu verzeichnen, bedingt durch eine niedrigere Geburtenrate. Den Bevölkerungsschwund will man mit einem modernen Siedlungsbau entgegentreten. So wurden 2002 im Kreis die meisten Häuser in der Tschechischen Republik (nach Prag) fertiggestellt.
Der Altersindex (Verhältnis der über 65-Jährigen zu den unter 15-Jährigen) ist in den letzten Jahren um knapp zwei Punkte angewachsen und beträgt derzeit 87,3. Dieser Wert liegt bei Frauen bei 109 Punkten, bei Männern bei 67. Grund ist die frühe Sterblichkeit der Männer und ein hoher Anteil an männlichen Geburten. Um wirtschaftlich erfolgreich zu sein, haben sich einige Gemeinden zu Mikroregionen zusammengeschlossen.

## Arbeitsmarkt
130.000 Beschäftigte wurden 2002 gezählt, ein Zuwachs gegenüber 2001 um 1,6 %. Einen großen Anteil hat dabei die Landwirtschaft, wobei mittelfristig ein Wachstum des tertiären Bereichs beobachtet wird. Der Durchschnittslohn betrug 13.539 Kronen, 85 % des Durchschnittslohnes in Tschechien. Die besten Gehälter zahlt das Kreditgewerbe, auf dem letzten Platz liegt die Industrie. Die Arbeitslosigkeit betrug zum 31. März 2017 3,6 %.

## Wirtschaft
Das Bruttoinlandsprodukt beträgt etwa 50 % des EU-Durchschnitts. Den größten Anteil am BIP hat das verarbeitende Gewerbe mit 34 %, öffentliche Verwaltung und Sozialwesen (14 %), Handel (12 %).
Im Jahr 1996 wurde zudem die Euroregion Glacensis eingerichtet.

## Verkehrsinfrastruktur
Das Schienennetz hat einen Umfang von 500 Kilometern, wobei die bedeutendsten Bahnverbindungen die E 040 (Paris–Nürnberg–Prag–Wien) und E 061 (Berlin–Prag–Brünn–Wien) sind. Das Straßennetz ist 3581 Kilometer lang, mit Straßen erster Klasse mit 445, zweiter Klasse mit 913 und dritter Klasse mit 2223 Kilometer Länge. Die wichtigste Straßenverbindung besteht zwischen Pardubice und Chrudim nach Ždírec nad Doubravou. Wichtigstes Ziel ist der Fertigbau der Autobahn Praha–Poděbrady nach Osten. Im Flugverkehr spielt der Flughafen Pardubice mit privatem und militärischem Flugverkehr die größte Rolle. Im Wasserverkehr sind nur der schiffbare Teil der Elbe und der Hafen in Pardubice von Bedeutung.

## Soziale Einrichtungen

### Schulwesen
Im Kreis befinden sind 308 Kindergärten mit 15.192 Kindern, 231 Grundschulen (45.805 Schüler), 42 Fachgymnasien (11.418 Schüler), 20 Gymnasien (7.204 Schüler) und 9 postsekundäre Fachschulen (1.705 Studenten) sowie 32 Berufsschulen mit 9.712 Auszubildenden. Hinzu kommt die Universität in Pardubice mit 6 Fakultäten.

### Gesundheitswesen
Für das gesundheitliche Wohl der Bevölkerung sorgen 1646 Ärzte (ein Arzt auf 299 Einwohner), zehn Krankenhäuser mit 2718 Betten, sieben Fachinstitutionen mit 1262 Betten, davon drei mit 252 Betten für chronisch Kranke. Daneben gibt es 910 Arztpraxen sowie 98 Apotheken.

### Kultur
Berühmt sind die Konzerte des Parubicer Musikfrühlings sowie das Bedřich-Smetana-Musikfestival in Litomyšl wie auch das Musikfestival in Polička. Theater gibt es in Pardubice.

### Sport
Am bekanntesten ist das traditionelle Pferderennen Velká Pardubická in Pardubice. Liebhaber des Motorsports treffen sich hier beim Sandbahn-Motorradrennen Goldener Helm. Daneben dominiert Eishockey und Tennis.

## Fremdenverkehr
Das günstige Klima, die schöne Gebirgsnatur und Sporteinrichtungen für den Sommer-, Winter- und Pferdesport sorgen für eine wachsende Zahl an Touristen. Für die Unterbringung stehen 379 Einrichtungen zur Verfügung, in denen zuletzt 250.000 Gäste durchschnittlich 4,7 Tage verbrachten. Im Vergleich zu anderen Kreisen ist die Anzahl der Betten sowie der Gäste trotzdem am niedrigsten.

## Sehenswürdigkeiten
- Schloss Pardubitz mit Ausstellungen des Ostböhmischen Museums und der Ostböhmischen Galerie
- Marionetten-Museum in Chrudim
- Afrikanisches Museum in Holitz
- Schloss Leitomischl

## Politik
Hejtman (Landeshauptmann) des Bezirkes blieb der Sozialdemokrat Martin Netolický nach den Wahlen von 2016, nachdem er das Amt im Alter von 30 Jahren nach den Wahlen von 2012 übernommen hatte und damit der bis dato jüngste Hejtman in der tschechischen Geschichte ist.
Bei den Wahlen zum Regionsparlament im Jahr 2016 wurde ANO mit 19,17 % stärkste politische Kraft und erhielt so 12 von 45 Sitzen. ANO löste die Sozialdemokraten ab, die mit 18,01 % (11 Sitzen) zweitstärkste Kraft wurden. Auf die Wählerliste „Koalice pro Pardubický kraj“ (Koalition für die Region Pardubice) entfielen 15,69 % der Stimmen (9 Sitze). Je 5 Sitze erhielten ODS (8,99 %) und KSČM (8,36 %). Die verbleibenden 3 Sitze wurden STAN (5,62 %) zugeteilt. Weitere Parteien scheiterten an der 5-%-Hürde. Die Wahlbeteiligung lag bei 36,8 %.

## Bezirksstädte
- Chrudim
- Pardubice
- Svitavy
- Ústí nad Orlicí

## Bezirke
- Okres Chrudim
- Okres Pardubice
- Okres Svitavy
- Okres Ústí nad Orlicí

## Größte Städte
| Stadt            | Einwohner (1. Januar 2017) |
| ---------------- | -------------------------- |
| Pardubice        | 90.044                     |
| Chrudim          | 23.102                     |
| Svitavy          | 16.949                     |
| Česká Třebová    | 15.608                     |
| Ústí nad Orlicí  | 14.164                     |
| Vysoké Mýto      | 12.390                     |
| Moravská Třebová | 10.224                     |
| Litomyšl         | 10.097                     |
| Lanškroun        | 9.994                      |
| Hlinsko          | 9.759                      |
| Přelouč          | 9.258                      |
| Polička          | 8.746                      |
| Choceň           | 8.736                      |
| Holice           | 6.502                      |
| Letohrad         | 6.283                      |
| Žamberk          | 6.059                      |
| Skuteč           | 5.053                      |